# Keteleeria
Keteleeria é um género de coníferas pertencentes à família Pinaceae, ordem Pinales.

## Espécies
- Keteleeria evelyniana Mast.
- Keteleeria fortunei (A. Murray bis) Carrière
- Keteleeria davidiana (Bertrand) Beissn.